# Bernard Vifian
Bernard Vifian, né le 16 décembre 1944 à Hermance et mort le 18 juin 2012 à La Rivière-Enverse, est un coureur cycliste suisse.

## Biographie
Chez les amateurs, il devient en 1966 champion suisse de poursuite de rang sur le vélodrome de Lausanne. Professionnel de 1967 à 1971, Bernard Vifian a notamment terminé troisième du Tour de Suisse à deux reprises. Il a participé à deux éditions du Tour de France. 
Après sa carrière de coureur, il ouvre en 1973 un magasin de cycles à Genève, sur la route de Chêne, magasin qu'il tient jusqu'en 2011.
Son fils Frédéric a également été cycliste professionnel à la fin des années 1990.

## Palmarès sur route

### Palmarès amateur
- 1966
  - 2 étapes du Tour du Mexique
  - 8e étape du Tour de Marmara
  - Annecy-Evian-Annecy :
    - Classement général
    - 1re étape

  - Grand Prix du Faucigny

### Palmarès professionnel
- 1967
  - 3e du Tour de Suisse
- 1969
  -  Champion de Suisse sur route
  - 3e du Tour de Suisse
  - 6e du Tour de Romandie
- 1970
  - 9e du Tour de Suisse
- 1971
  - 8e du Tour de Suisse

## Résultats sur les grands tours

### Tour de France
2 participations 
- 1967 : 73e
- 1970 : 22e

### Tour d'Italie
3 participations 
- 1968 : 75e
- 1969 : 20e
- 1971 : 46e

## Palmarès sur piste

### Championnats nationaux
| - 1964 - 2e du championnat de Suisse de poursuite amateurs - 1966 - Champion de Suisse de poursuite amateurs | - 1967 - Champion de Suisse de poursuite |